# Manuel José de Hurtado
Manuel José de Hurtado; político y abogado chileno. Los datos a su respecto no son del todo fidedignos, ya que podría haber una dualidad entre Manuel José de Hurtado y José Manuel Hurtado, en muchas reseñas biográficas aparece la misma información para ambos.
Nació supuestamente en Petorca, en 1819. No se sabe con certeza cuando falleció. La información de sus padres es nula, pero se sabe que en 1850 recibió el título de abogado de la Universidad de Chile, tras haber cursado leyes en el Instituto Nacional de Santiago, donde residía desde 1823.
No constan datos sobre su ideología política, pero en algunos textos pelucones aparece su nombre como ayudante de personajes conservadores, como Manuel José Gandarillas. Además, se reconoce como admirador de la obra portaliana.
Según otras fuentes, en 1849 fue elegido Diputado suplente por San Felipe, pero nunca ocupó la titularidad. En 1852 fue elegido en propiedad, pero por la diputación de Los Ángeles y Yungay, en la provincia del Biobío. Estuvo integrando la Comisión permanente de Elecciones y Calificadora de Peticiones.